# Ziemczycy
Ziemczycy lub Siemczycy (łac. Zamcici, Zemzici) – średniowieczne plemię słowiańskie zaliczane do Wieletów.
Pochodzenie nazwy plemienia nie jest jasne, a wśród badaczy część opowiadała się za odczytywaniem jej z „s” na początku, natomiast inni z „z”. Ci pierwsi (wśród nich Lubor Niederle, Aleksander Brückner czy Mikołaj Rudnicki) postulujący posługiwanie się mianem *Siemczycy, wywodzili je od słowiańskiego, zdrobniałego imienia, urobionego od któregoś z imion rozpoczynających się na *Sěmo- (jak „Siemek”, „Siemko” od „Siemomysł”, „Siemowit”). Natomiast drudzy jako źródło nazwy wskazywali słowo *zěm („ziemia”) lub może imię (jak „Ziemek”). Różnice w łacińskim zapisie między Zamcici a Zemzici tłumaczy się tym, że między X a XII wiekiem „ě” zapisywano jako „a”.
Ziemczycy byli jednym z mniej znaczących plemion wieleckich. W źródłach zostali wymienieni w dokumentach fundacyjnych dwóch biskupstw, w Brennie i Hobolinie (późniejsze Brandenburg i Havelberg), wydanych przez cesarza Ottona I w latach 40. X wieku. Znaleźli się tam na liście wielu plemion podporządkowanych tym diecezjom oraz zobowiązanych do płacenia dziesięciny. Kolejne wzmianki o Ziemczycach pojawiły się wyłącznie w potwierdzeniach fundacji biskupstwa havelberskiego z lat 1150 i 1179 (jak również w pewnych dokumentach z lat 1161, 1188, 1190), ponadto występują w odpisach z XV–XVII wieku.
Lokalizacja ich siedzib była jednym z dłużej dyskutowanych problemów historiografii, bowiem miała wpływ na wskazanie zasięgu terytorialnego obu diecezji wśród Wieletów. W dokumencie biskupstwa breńskiego Ziemczycy znaleźli się na wśród plemion wymienionych na końcu listy. Natomiast akt diecezji hobolińskiej umieszcza je na jej początku. Tę sprzeczność próbowano wyjaśnić istnieniem dwóch plemion o tej samej nazwie, żyjących w różnych miejscach, jednak koncepcja ta nie jednak potwierdzona żadnymi dowodami i należy uznać, że w obu źródłach chodzi o to samo plemię. Za bardziej miarodajny w sprawie określenia jego położenia ocenia się zachowany w oryginale akt fundacji diecezji breńskiej i zgodnie z nim lokalizuje się Ziemczyców w łańcuch plemion, między Wkrzanami i Rzeczanami a Doszanami i Lesicami. Joachim Herrmann (1960) zaproponował jako miejsce ich siedzib zespół osadniczy koło Ruppina, wskazując pobliskie stanowisko Poggewerder jako główny gród. Ich sąsiadami od północy byliby Rzeczanie, od zachodu Doszanie, a na południu Stodoranie. Przyjmuje się, że Ziemczycy podlegali biskupstwu hobolińskiemu, a próba umieszczania ich między dolnym biegiem Ihle a górnym biegiem Strumy nie ma podstaw.